# Public Relations (Zeitschrift)
Public Relations: Kampagnen, Trends & Tips war eine Fachzeitschrift für den Bereich Öffentlichkeitsarbeit. Sie erschien nur 1996 sowie 1994 unter dem Titel Jahrbuch Public Relations.